# Antonio Agù
Antonio Giuseppe Agù (Osasco, 25 de outubro de 1845 — Osasco, 25 de janeiro de 1909) foi um imigrante italiano e um empreendedor pioneiro no planalto paulista, tendo sido o fundador do povoado que originou o município de Osasco, assim denominado em homenagem à sua vila natal.
À época da morte de Agù, Osasco era apenas um pequeno bairro de São Paulo, mas já estavam lançadas as bases de um núcleo de povoamento que viria a se tornar no futuro uma das maiores cidades do Brasil. Reconhecido por seus empregados, parentes e amigos, o cortejo do corpo de Agù foi acompanhado por centenas de pessoas desde a vila que fundou até Cemitério da Consolação, no centro de São Paulo, onde foi enterrado.
Em 1884, Agù adquiriu uma pequena olaria e a transformou num complexo industrial para produção de cerâmicas sanitárias. O grupo fundado por ele, continua ativo, diversificou a produção, abriu novos centros fabris e exporta para vários países.